# Ramón Trigo
Pour les articles homonymes, voir Trigo (homonymie).
Ramón Trigo est une ville de l'Uruguay située dans le département de Cerro Largo. Sa population est de 171 habitants.

## Population
| Année | Population |
| ----- | ---------- |
| 1963  | 113        |
| 1975  | 42         |
| 1985  | 42         |
| 1996  | 151        |
| 2004  | 171        |

Référence,